# بنزوتیوفن
بنزوتیوفن (به انگلیسی: Benzothiophene) یک ترکیب شیمیایی است. شکل ظاهری این ترکیب، جامد سفید است.